# Władysław Aleksander Łubieński
Władysław Aleksander Łubieński (in ucraino Владислав Олександр Лубенський?, Vladyslav Oleksandr Lubens'kyj; Galizia, 11 novembre 1703 – Gniezno, 20 giugno 1767) è stato un arcivescovo cattolico polacco.

## Biografia
Frequentò la scuola dei gesuiti a Kalisz e poi fece diversi viaggi in Europa. Quindi entrò nella carriera ecclesiastica e fu successivamente decano a Gniezno, a Cracovia, a Sandomierz, prevosto a Łask e deputato del tribunale reale e gran cancelliere. Aveva un particolare interesse per la geografia e nel 1740 pubblicò il primo volume di geografia generale in polacco Świat we wszystkich swoich częściach ("Il mondo in tutte le sue parti").
Dopo la morte di Mikołaj Dembowski, fu nominato arcivescovo di Leopoli il 1º dicembre 1757 e papa Clemente XIII lo confermò il 13 marzo dell'anno successivo. Ricevette la consacrazione episcopale il 7 maggio 1758 a Varsavia, dall'arcivescovo di Gniezno Adam Ignacy Komorowski, co-consacranti Antoni Sebastian Dembowski, vescovo di Włocławek, e Kajetan Ignacy Sołtyk, vescovo di Kiev e Žytomyr. Dopo solo un anno, il 9 aprile 1759, fu nominato arcivescovo di Gniezno, nonché primate di Polonia e Lituania. Godeva del favore speciale del re polacco Stanislao II Augusto Poniatowski.
Secondo suo nipote, il politico Feliks Łubieński, morì a causa di un veleno, che gli era stato consegnato in una tazza; il nipote era solito mostrare questa tazza ai suoi ospiti. Era fratello di Florian Łubieński.

## Opere
- (PL) Świat we wszystkich swoich częściach większych y mnieyszych to iest w Europie..., Breslavia, 1740.
- (PL) Historya Polska z opisaniem Rządu i Urzędów Polskich, Vilnius, 1763.
- (PL) Domowe wiadomości o koronie polskiéy abo o Małéy i Wielk. Polszcze, Vilna, 1763.

## Genealogia episcopale e successione apostolica
La genealogia episcopale è:
- Cardinale Scipione Rebiba
- Cardinale Giulio Antonio Santori
- Cardinale Girolamo Bernerio, O.P.
- Vescovo Claudio Rangoni
- Arcivescovo Wawrzyniec Gembicki
- Arcivescovo Jan Wężyk
- Vescovo Piotr Gembicki
- Vescovo Jan Gembicki
- Vescovo Bonawentura Madaliński
- Vescovo Jan Małachowski
- Arcivescovo Stanisław Szembek
- Vescovo Felicjan Konstanty Szaniawski
- Vescovo Andrzej Stanisław Załuski
- Arcivescovo Adam Ignacy Komorowski
- Arcivescovo Władysław Aleksander Łubieński

La successione apostolica è:
- Vescovo Adam Stanisław Krasiński (1760)
- Vescovo Ignacy Kozierowski, C.R.L. (1763)
- Vescovo Andrzej Stanisław Młodziejowski (1767)